# Radio Caroline
Radio Caroline est une radio britannique et anglophone connue pour avoir été, de 1964 à 1990, une radio pirate offshore, émettant depuis un bateau ancré dans les eaux internationales de la mer du Nord au large du Royaume-Uni. 
Elle retransmettait alors en continu, essentiellement des programmes de musique anglo-saxonne, sur diverses fréquences et depuis plusieurs bateaux. Aujourd'hui radio Caroline est basée à terre, diffusant ses programmes sur internet, sur le satellite et parfois sur la bande AM, depuis son troisième et dernier bateau radio, le Ross Revenge, à l'occasion d'émissions spéciales.

## Historique

### 1964-1968:Frederica
Radio Caroline est lancée le 29 mars 1964 par le producteur irlandais Ronan O'Rahilly (en) qui vient de créer son label indépendant mais se voit systématiquement refuser la diffusion de ses artistes sur la BBC. Il achète alors le Frederica, un vieux ferry danois qu'il équipe d'émetteurs radio dans le port irlandais de Greenore, propriété de son père. Il crée aussi la société Planet Productions basée en Suisse et enregistre son bateau au Panama. Le bateau se positionne dans les eaux internationales pour contourner le monopole d'État sur les radios, et la diffusion de Radio Caroline est inaugurée par DJ Simon Dee. Le premier morceau diffusé est Can’t Buy Me Love des Beatles (ou Not Fade Away des Rolling Stones choisi par le DJ Chris Moore). Radio Caroline diffuse sur la longueur d'onde 199 m OM. Alors que les débuts de la radio sont fulgurants (7 millions d'auditeurs âgés de +17 ans dans les trois premières semaines de diffusion), les DJs à bord du bateau s'ennuient, sont mal payés et ont le mal de mer. Le 2 juillet 1964, Radio Caroline fusionne avec son concurrent Radio Atlanta (qui diffuse sur la Tamise depuis le Mi Amigo), et les deux bateaux assurent une couverture nationale à Radio Caroline,,,.
En mai 1964, les autorités encerclent le Frederica, ce qui déclenche un bulletin d'information en direct sur Radio Caroline durant lequel il est rappelé que seule une personne des autorités est autorisée à monter à bord du bateau. Les autorités choisissent de rebrousser chemin. En 1965, un sondage dévoile une audience cumulée de 39 millions d'auditeurs.
Radio Caroline diffuse en Grande-Bretagne et peut également être captée dans la zone côtière du Nord-Pas-de-Calais et jusqu'en Normandie. Le President Rosko en est l'un des présentateurs de cette même année.
En 1966, Ronan O'Rahilly empoche son premier milliard de livres sterling. En janvier 1966, le Mi Amigo s'échoue, et Britt Wadner de Radio Syd prête son bateau, Cheetah II, à Radio Caroline. Le Mi Amigo est remis à la mer le 27 avril 1966.
En 1967, une loi interdit les radios pirates, même en dehors des eaux territoriales. Radio Caroline continue néanmoins d'émettre en toute illégalité mais ne peut plus vendre d'espaces publicitaires. En mars 1968, c'est la faillite et le Frederica est saisi,.
Lors des élections en 1970, les fondateurs de Radio Caroline font lobby contre Harold Wilson à l'origine de la loi interdisant les radios offshore.

### 1972-1980:Mi Amigo
En 1972, la radio reprend son activité à bord du Mi Amigo, diffusant depuis les eaux internationales à proximité des Pays-Bas, mais le gouvernement britannique condamne 6 DJ de la station. 
Lors d’une violente tempête (en novembre 1975), le bateau s’échoue sur les côtes britanniques et les autorités abordent le navire. Quelques jours plus tard, le bateau reprend la mer et émet à nouveau.
Avec le temps, le 19 mars 1980, le navire est devenu une véritable épave et à la suite d'une tempête, il coule en mer avec la totalité de ses émetteurs et de son matériel. L'équipage quitte le navire qui sombre en mer. À leur arrivée à terre, sur le territoire britannique, les membres de la radio sont arrêtés.

### 1983-1990:Ross Revenge
En 1983, le créateur de Radio Caroline rachète un bateau, le Ross Revenge, pour continuer d'émettre. Lors de la tempête de 1987, le mât de transmission de la radio montée sur le navire est cassé. En août 1989, des fusiliers marins britanniques et néerlandais effectuent un abordage du bateau de Radio Caroline.
La radio cesse définitivement d'émettre sur la bande AM le 12 décembre 1990.

### 1990-2010: Internet et le satellite
Radio Caroline est aujourd'hui diffusée 24 heures sur 24 sur Internet. On peut aussi l'écouter par satellite, via Worldspace (sans abonnement) ou Sky.
Après avoir été à quai dans le port de Tilbury (GB) entre l'été 2004 et l'été 2005, où il était ouvert au public, le navire, qui a été entièrement restauré, a quitté ce port 9 ans après pour sa destination finale. Le Mv Ross Revenge est actuellement mouillé dans la rivière Blackwater près de Bradwell dans l'Essex (GB).

### Années 2010: retour sur la bande AM
Après un combat démarré en 2010 dans le but d'obtenir une licence légale et permanente de diffusion sur la bande AM, le 648 kHz (utilisé auparavant par BBC World Service de 1982 à 2011) est attribué à Radio Caroline le 2 juin 2017. La radio émettra avec une puissance de 1 kW en direction du sud-est de l'Angleterre,
La radio britannique culte des années 1980, pirate et offshore, devenue webradio, émet à nouveau en ondes moyennes depuis le 14 août 2017.
En avril 2020, Ronan O'Rahilly, le fondateur irlandais de Radio Caroline, meurt à l'âge de 79 ans.

## Bateaux

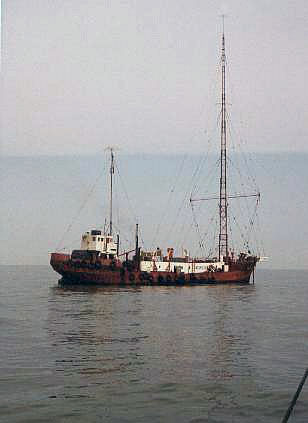
MV Mi Amigo, le premier bateau émetteur de Radio Caroline, (à partir de 1974).
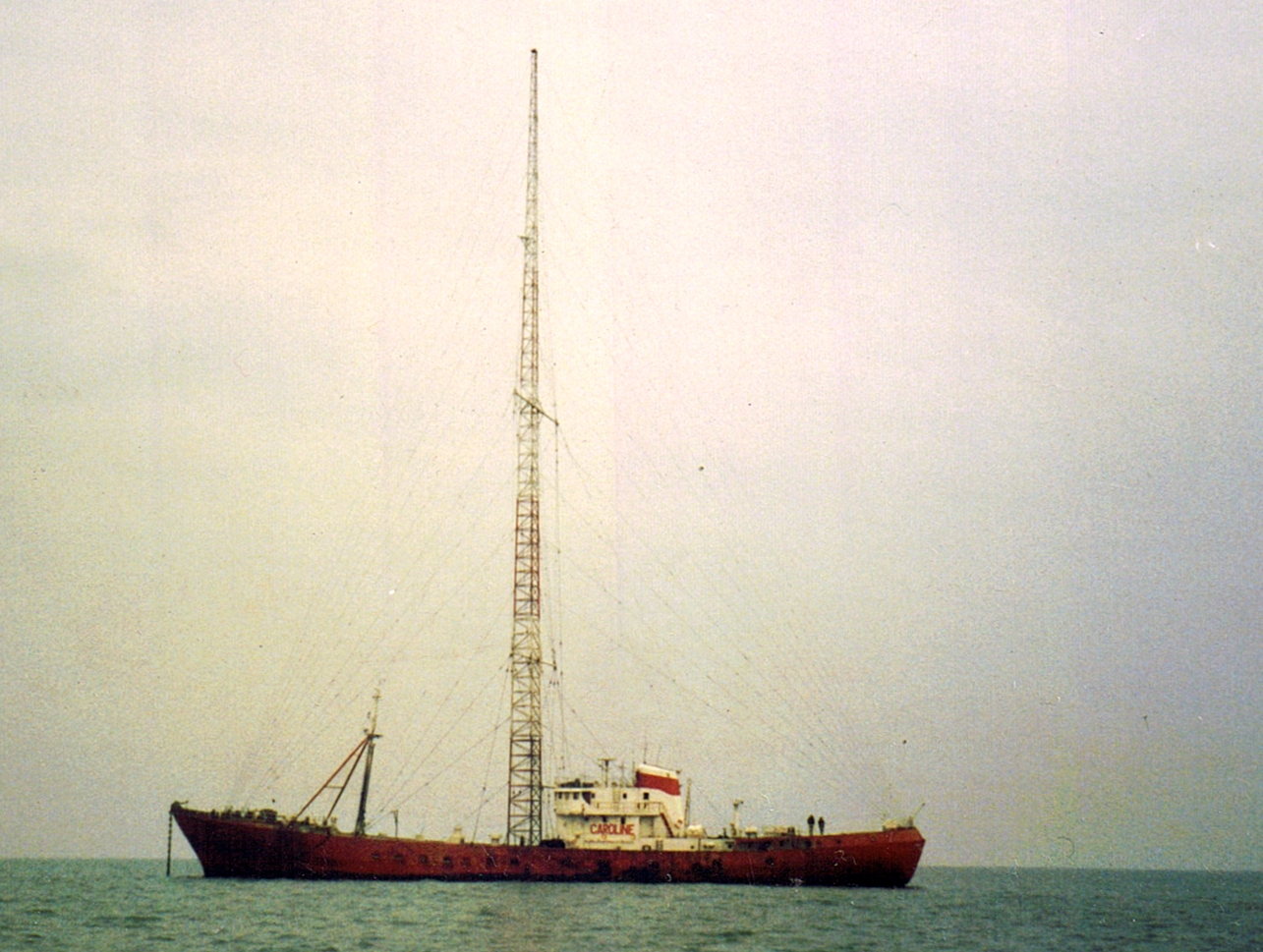
MV Ross Revenge, second bateau d'où étaient diffusées les émissions de Radio Caroline depuis le début de l'année 1983.

### Filmographie
- Good Morning England de Richard Curtis conte une histoire similaire à celle de Radio Caroline